# Tachiramastax
Tachiramastax is een geslacht van rechtvleugeligen uit de familie Eumastacidae. De wetenschappelijke naam van dit geslacht is voor het eerst geldig gepubliceerd in 1974 door Descamps.

## Soorten
Het geslacht Tachiramastax omvat de volgende soorten:
- Tachiramastax ampullacea Descamps, 1974
- Tachiramastax aragua Descamps, 1974
- Tachiramastax colombiae Descamps, 1974
- Tachiramastax fernandezi Descamps, 1974
- Tachiramastax mirandana Descamps, 1982
- Tachiramastax trifida Rehn & Rehn, 1942